# Крус, Аарон
Ааро́н Мойсе́с Крус Эскиве́ль (исп. Aarón Moisés Cruz Esquivel; 25 мая 1991, Кесада, Коста-Рика) — коста-риканский футболист, вратарь коста-риканского клуба «Депортиво Саприсса» и сборной Коста-Рики.

## Клубная карьера
Аарон Крус начинал свою карьеру футболиста в коста-риканском клубе «Сан-Карлос». 23 января 2011 года он дебютировал за команду в коста-риканской Примере, выйдя в основном составе в домашнем поединке против команды «Баррио Мехико». Спустя год, в возрасте 20 лет, Крус неожиданно объявил о своём уходе из профессионального футбола. Но 14 января 2015 года «Сан-Карлос» официально объявил о возвращении вратаря.
В середине 2015 года Аарон Крус перешёл в «Перес-Селедон», но сыграть за эту команду в официальном матче не успел, так как уже в начале сентября стал игроком другого коста-риканского клуба «Универсидад де Коста-Рика».
В декабре 2016 года Крус подписал 3,5-летний контракт с командой «Депортиво Саприсса».